# 第22軍団プリミゲニア
第22軍団プリミゲニア (Legio XXII Primigenia) は、ローマ軍団のひとつ。39年にカリグラにより創設。紋章はカプリコンとヘラクレス。

## 軍歴
カリグラによる創設後すぐ、その指揮のもと高地ゲルマニアのモグンティアクムに駐在する。そして69年の内乱では第22軍団はウィテリウスを支持したが、敗北。しかし勝利したウェスパシアヌスからは存続を許された。その後も3世紀までモグンティアクムに駐留した。後のローマ皇帝ハドリアヌスはこの軍団でトリブヌス・ミリトゥムを務めている。また駐在は高地ゲルマニアであり続けたものの、アントニヌスの長城を築くために一時ブリタンニアに赴いている。
アレクサンデル・セウェルスの治世の際にはゲルマン人アラマンニ族との調停を結ぼうとする皇帝と対立、皇帝を殺害してマクシミヌス・トラクスをローマ皇帝として支持、軍人皇帝時代の幕開けを作った。
また268年に「プリミゲニア」という部隊がガリエヌスのもとでゴート族と戦ったという記録があり、これは第22軍団ではないかと考えられているが、同年にはガリエヌスは暗殺される。そして第22軍団の軍団長のラエリアヌスがガリア帝国の皇帝としてポストゥムスと対立した。